# Cracolândia
Cracolândia, littéralement le « pays du crack », est le surnom d'un quartier du centre-ville de São Paulo, au Brésil, situé entre les avenues Duque de Caxias, Ipiranga, Rio Branco, Cásper Líbero et la rue Mauá. Il est réputé pour être depuis le début des années 1990 un lieu de trafic de drogue et de prostitution.

## Industrie cinématographique
À la fin des années 1960 qui voit l'émergence du cinema marginal, un courant du cinéma brésilien, le quartier est le lieu d'une activité cinématographique intense. Il devient le centre de l'effervescence cinématographique d'alors, et un lieu de référence de l'industrie du cinéma, de nombreuses sociétés de production et de distribution s'y installant. Il est alors surnommé le Boca do Lixo.

## Sources
- (pt) Cet article est partiellement ou en totalité issu de l’article de Wikipédia en portugais intitulé « Cracolândia » (voir la liste des auteurs).